# Decimus Julius Capito

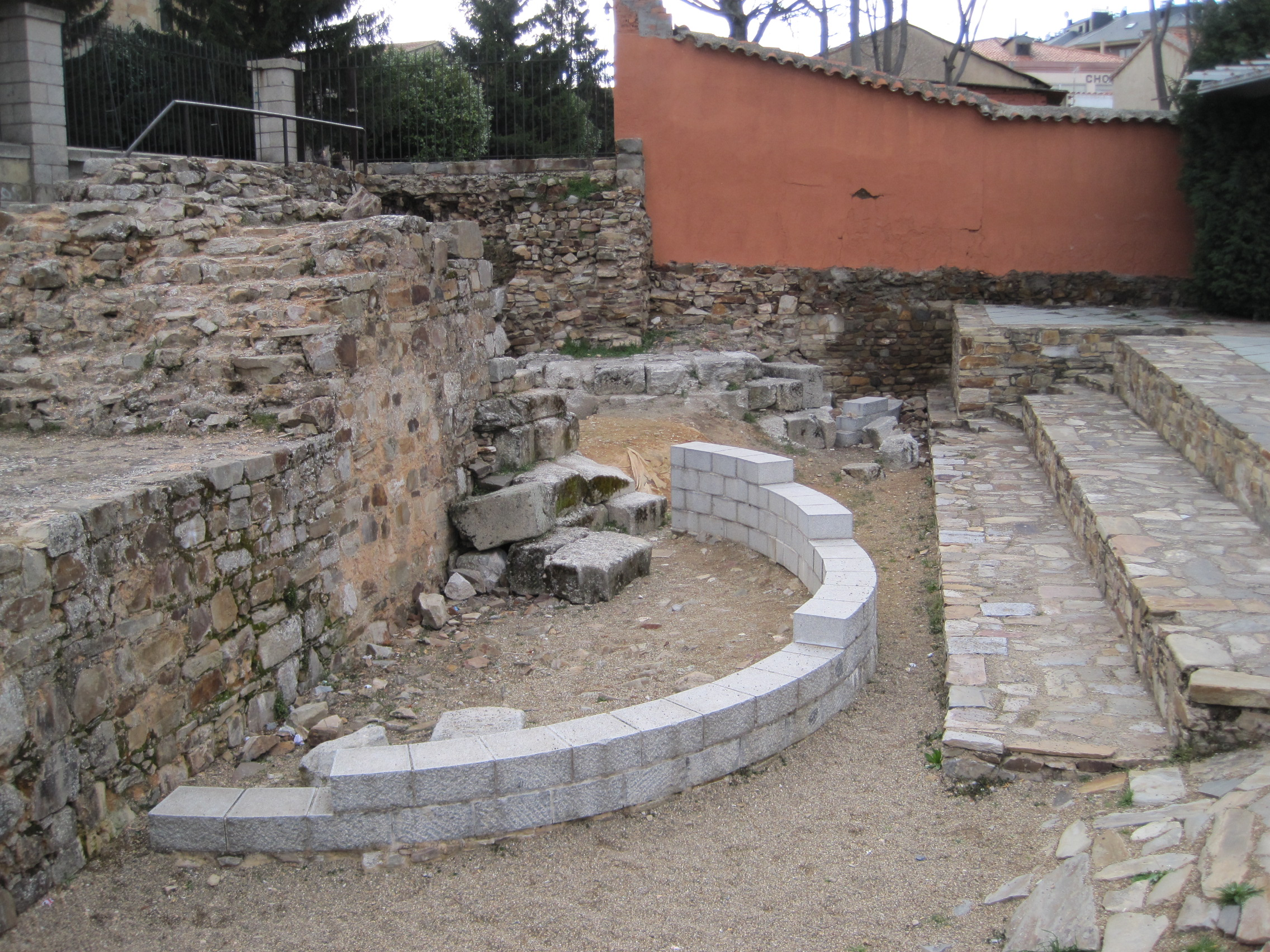
Resten van een Romeinse stadspoort in Asturica Augusta (Astorga)

Decimus Julius Capito (Vienne, 1e eeuw - 2e eeuw) was een Romeins militair en functionaris.
Hij was een zoon van Decimus Julius Ripanus Capito Bassianus en kleinzoon van Lucius Julius Brocchus Valerius Bassus, beiden ridders, en was afkomstig uit Vienne. In zijn geboortestad vervulde hij verschillende hoge functies voor hij krijgstribuun werd van het Legio II Adiutrix, dat toen gelegerd was bij de Donau. Vervolgens was hij censor in Reims. Rond 114-115 was hij procurator in Asturië en Galicië, een gebied in het noordwesten van het Iberisch schiereiland met als belangrijkste steden Lucus Augusti (Lugo), Bracara Augusta (Braga) en Asturica Augusta (Astorga). Hij voerde er het financieel beheer en overzag onder andere de goudmijnen in die regio. Er werd daar een standbeeld voor hem opgericht waarvan de inscriptie bewaard is gebleven.